# Peltoo
Peltoo est une zone de planification de Tampere en Finlande. 
Peltoo comprend les zones statistiques: Lakalaiva, Peltolammi, Multisilta, Vuores et Lahdesjärvi.